# 豊原村 (岡山県)
豊原村（とよはら そん）は、岡山県邑久郡にあった村。現在の瀬戸内市の一部にあたる。

## 地理
千町川流域に位置していた。
- 山岳：大雄山[2]

## 歴史
- 1889年（明治22年）6月1日、町村制の施行により、邑久郡豊原村、長沼村、大窪村が合併して村制施行し、豊原村が発足[1][2]。旧村名を継承した豊原、長沼、大窪の3大字を編成[2]。
- 1919年（大正8年）電灯線架設[2]。
- 1952年（昭和27年）4月1日、邑久郡邑久村、福田村、今城村、本庄村、笠加村と合併し、町制施行し邑久町を新設して廃止された[1][2]。

### 地名の由来
合併村の中心村の豊原村による。

## 産業
- 農業、商業、工業[2]

## 交通

### 乗合バス
- 1926年（大正15年）西大寺 - 円張間を定期バス運行開始[2]。

## 教育
- 1890年（明治23年）大字長沼に小学校分校を開校[2]。1901年（明治34年）潤徳小学校（大字豊原）と長沼分校を統合し豊原尋常小学校と改称[2]。

## 出身著名人
- 中山巳代蔵（内務官僚、栃木県知事）[2]